# LORAN-C-Sendemast Minami-Torishima
Der LORAN-C-Sendemast Minami-Torishima (jap. 南鳥島ロランC局, Minami-Torishima roran-shī-kyoku; engl. Marcus Island LORAN-C Transmitter) war ein Sendemast der japanischen Küstenwache auf Minami-Torishima (Marcus Island). Er wurde ursprünglich von der US-Küstenwache errichtet und für die Ausstrahlung eines LORAN-C-Signals betrieben. In dem System war er mit einer Sendeleistung von zeitweise 4 MW eine der weltweit leistungsfähigsten Stationen. Am 1. Dezember 2009 wurde die Station abgeschaltet und der Sendemast demontiert.

## Geschichte
Die US-Küstenwache stellte 1964 den ersten selbststrahlenden Sendemast auf der Insel mit 411,48 Metern Höhe fertig. Er war damit das höchste Bauwerk Japans und verwies den 333 m hohen Tokyo Tower deutlich auf den zweiten Platz. Der erste Mast wurde 1985 abgebaut und im Folgejahr durch einen zweiten kleineren, 213,4 m hohen Mast ersetzt. Damit übernahm der Tokyo Tower erneut den Titel als höchstes Bauwerk Japans, bis er 2012 vom Tokyo Skytree übertroffen wurde.
Im Jahr 1993 übergaben die USA die Anlage der japanischen Küstenwache. Bis zu diesem Jahr wurde die Anlage mit einer Leistung von 4000 kW betrieben. Der zweite Mast wurde 2000 abgerissen und durch einen moderneren, 213 m hohen Mast ersetzt. Die Leistung wurde auf 1100 kW abgesenkt und Teil der LORAN-C-Senderkette GRI 8930.
Am 1. Dezember 2009 wurde die Station abgeschaltet und der Sendemast demontiert.